# Elke Clijsters
Elke Clijsters uitspraakⓘ (Bilzen, 18 januari 1985) is een voormalig tennisspeelster. Ze moest in 2004 stoppen wegens een rugblessure. Clijsters is de jongere zus van tennisspeelster Kim Clijsters en dochter van voetballer Lei Clijsters.
Clijsters begon met tennis toen zij vijf jaar oud was. Haar favoriete ondergrond is hardcourt. Zij speelt rechtshandig en heeft een tweehandige backhand. Als juniore werd ze in 2003 wereldkampioene in het dubbelspel. In 2002 won zij Wimbledon (met Barbora Strýcová) en het US Open (met Kirsten Flipkens) bij de junioren. Bij de professionele toernooien kende Elke minder succes. Haar hoogste ranking in het enkelspel was 389 (15 september 2003) en 244 (6 oktober 2003) in het dubbelspel.
In Antwerpen bereikte ze tweemaal (2003 en 2004) de kwartfinales in het dubbelspel. In 2003 met Kirsten Flipkens en in 2004 met haar zus Kim. In 2004 won Clijsters haar eerste ITF-toernooi, in het enkelspel in Bournemouth. Enkele weken later raadden artsen haar aan te stoppen opdat haar rugblessure niet chronisch zou worden.

## Privé
Clijsters trouwde op 31 mei 2008 met voetballer Jelle Van Damme. Ze werden in 2009 ouders van een zoon en in 2010 van een dochter. De twee gingen in 2016 uit elkaar. Nadien had ze in 2017 gedurende 2 maanden een relatie met Johan Gerets, zoon van oud-voetballer Eric Gerets. In 2021 deed ze mee aan het dating-programma The Bachelorette.

## Posities op deWTA-ranglijst
Positie per einde seizoen:
| jaartal | ranking enkelspel | ranking dubbelspel |
| ------- | ----------------- | ------------------ |
| 2000    | 665               | 853                |
| 2001    | 761               | 657                |
| 2002    | 675               | 613                |
| 2003    | 431               | 263                |
| 2004    | 648               | 326                |